# Gemma Brió i Zamora
Gemma Brió i Zamora   (Badalona, 1972) és una dramaturga i actriu de teatre, cinema i televisió catalana.
Ha participat a diverses obres de teatre com Germans de sang, El retaule del flautista, Do'm, L'inspector o El curiós incident del gos a mitjanit. A televisió ha aparegut a les sèries Poblenou (1994), Rosa (1995-1996), El cor de la ciutat (2000) o Les de l'hoquei, i en diverses pel·lícules com ara Ismael (2013).
Ha escrit l'obra de teatre Llibert, amb la que va quedar finalista dels Premis Max 2015 a la categoria d'Autoria Revelació. i va guanyar el premi butaca al millor text teatral.

## Filmografia seleccionada

### Cinema
| Any  | Títol                                 | Personatge | Direcció        |
| ---- | ------------------------------------- | ---------- | --------------- |
| 2015 | Transeúntes                           | Marta      | Luis Aller      |
| 2013 | Ismael                                | Leyre      | Marcelo Piñeyro |
| 2005 | Noche (curtmetratge)                  | Alicia     | Germán García   |
| 2000 | La sombra de Peter Pan (curtmetratge) | Viki       | Jorge Barrio    |

### Televisió
| Any       | Títol                    | Personatge           | Direcció                                  | Emissora | Anotacions                                    |
| --------- | ------------------------ | -------------------- | ----------------------------------------- | -------- | --------------------------------------------- |
| 2019-2020 | Les de l'hoquei          | Olga Terrats Herraiz | Patrícia Font                             | TV3      | Secundari (12 episodis)                       |
| 2012      | Kubala, Moreno i Manchón | indeterminat         | Kiko Ruiz i Abigail Schaaff               | TV3      | Episòdic (1 episodi: «Esperances i certeses») |
| 2011      | La sagrada família       | Paula                | María Almagro (2011)                      | TV3      | Episòdic (1 episodi: «Època de zel»)          |
| 2006-2009 | El cor de la ciutat      | Marga                | Direcció múltiple                         | TV3      | Secundari (36 episodis)                       |
| 1996      | Rosa, punt i apart       | Anna                 | Enric Banqué                              | TV3      | Principal (2 episodis)                        |
| 1995-1996 | Rosa                     | Anna                 | Enric Banqué, Eduard Cortés i Sílvia Quer | TV3      | Principal (29 episodis)                       |
| 1994      | Poblenou                 | Anna                 | Direcció múltiple                         | TV3      | Principal (193 episodis)                      |

### Teatre (dramaturga)
| Any  | Títol   | Teatre                                   | Anotacions                                   |
| ---- | ------- | ---------------------------------------- | -------------------------------------------- |
| 2014 | Llibert | Almeria Teatre i Biblioteca de Catalunya | Gira al Teatro de La Abadia de Madrid (2015) |

## Premis i nominacions
| Any  | Premi                                | Categoria                      | Nominació | Resultat   | Ref.  |
| ---- | ------------------------------------ | ------------------------------ | --------- | ---------- | ----- |
| 2014 | Premi crítica "Serra d'or" de teatre | Millor espectacle teatral      | Llibert   | guanyadora |       |
| 2014 | Premis Butaca                        | Millor actriu                  | Llibert   | nominada   |       |
| 2014 | Premis Butaca                        | Millor espectacle petit format | Llibert   | guanyador  |       |
| 2014 | Premis Butaca                        | Millor text teatral            | Llibert   | guanyador  |       |
| 2015 | Premis Max                           | Autoria Revelació              | Llibert   | nominada   | [ 5 ] |
| 2015 | Premis Max                           | Millor espectacle revelació    | Llibert   | nominat    |       |